# Iglesia de San Pedro (Cafarnaún)
La Iglesia de San Pedro (en hebreo: כנסיית בית פטרוס) o bien la  Iglesia de peregrinación de San Pedro en Cafarnaún es una moderna iglesia de peregrinación católica que se encuentra en la zona arqueológica de Cafarnaún, al norte de Israel. La iglesia es parte del monasterio franciscano en Cafarnaún. Está dedicada a San Pedro, a quien los fieles católicos consideran el primer dirigente de la Iglesia.
Las excavaciones arqueológicas llevadas a cabo en este lugar, descubrieron otra capa de estructuras residenciales, sobre las que se construyó la primera mitad de una iglesia del primer siglo. Se considera "la primera iglesia en el mundo" y se cree que podría ser el lugar donde se encontraba la casa del apóstol Pedro. En el siglo V, en su lugar se construyó una iglesia octogonal. En 1990, junto a los restos de estos antiguos templos fue construida una iglesia de peregrinación moderna.
La Iglesia de peregrinación de San Pedro se encuentra en la parte central de la zona arqueológica de Cafarnaún, a una altitud de 195 metros sobre el nivel del mar, en la costa oeste al norte del lago de Tiberíades, en la depresión del valle del Jordán, en el norte de Israel. 

## Véase también

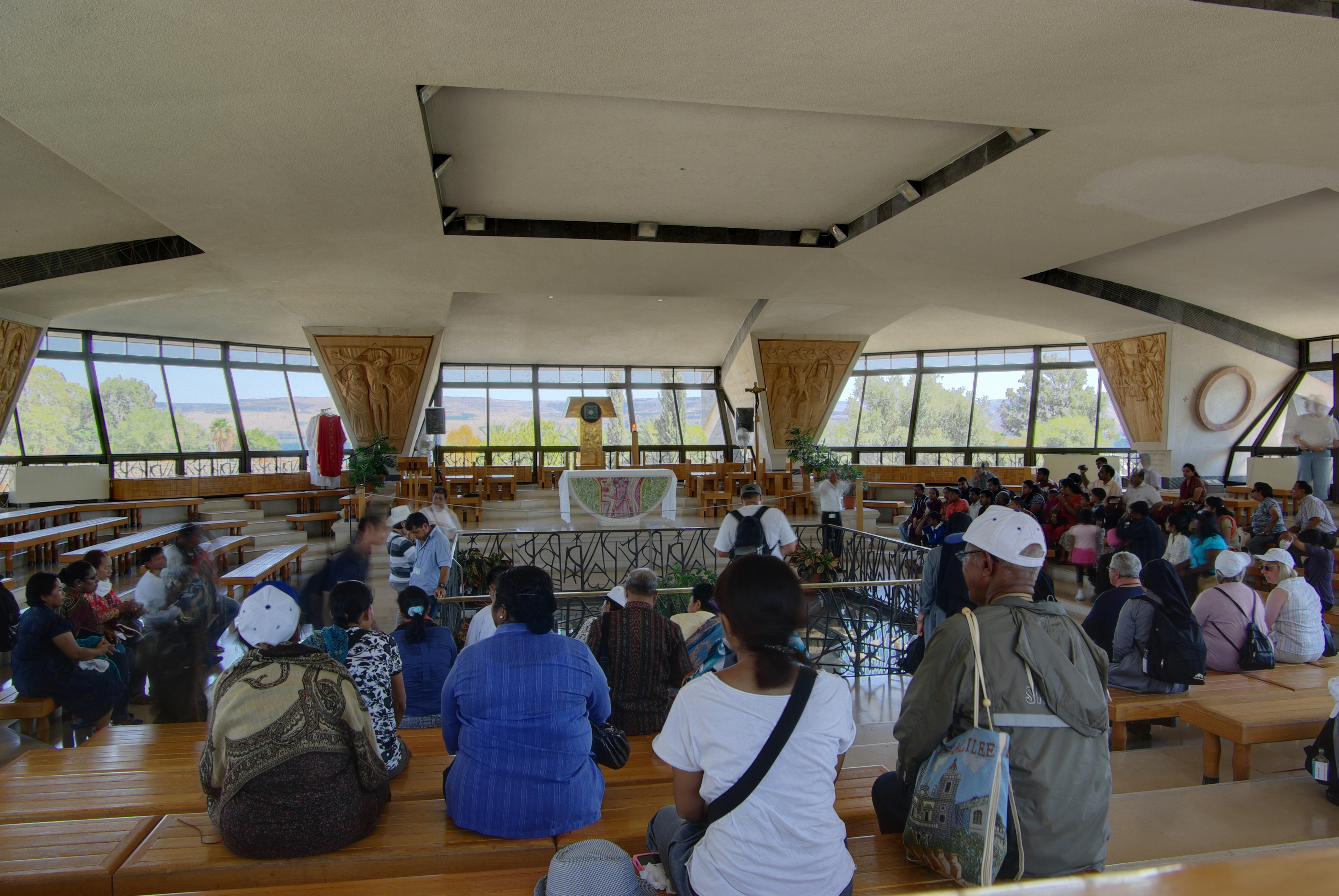
Vista interna